# Propallene similis
Propallene similis is een zeespin uit de familie Callipallenidae. De soort behoort tot het geslacht Propallene. Propallene similis werd in 1955 voor het eerst wetenschappelijk beschreven door Barnard. 